# Not Like the Movies
Not Like the Movies è un brano musicale della cantante statunitense Katy Perry, pubblicato il 3 agosto 2010 come singolo promozionale dal suo secondo album Teenage Dream e promosso dall'etichetta discografica Capitol Records. Il singolo è stato scritto da Katy Perry e Greg Wells e prodotto da quest'ultimo. È entrato alle posizioni numero 41 e 53 nelle classifiche rispettivamente del Canada e degli Stati Uniti.
Not Like the Movies è una ballata teen pop il cui testo parla di una storia d'amore nella quale una donna non si sente innamorata e continua ad aspettare il suo "principe azzurro". È stata scritta quando la cantante ha iniziato ad uscire con il suo ex marito, Russell Brand. Not Like the Movies ha ricevuto critiche positive dagli esperti, che l'hanno definita una canzone forte e adorabile, nonché una ballata molto profonda, ma che hanno tuttavia notato nel testo pochissimi riferimenti a suo marito. Katy Perry ha esibito il brano live alla cinquantatreesima edizione dei Grammy Award il 13 febbraio 2011.

## Concetto
In un'intervista svolta ad agosto 2010 su YouTube riguardo a Teenage Dream, Katy ha annunciato che Not Like the Movies è stata la prima canzone che ha scritto dopo la fine del suo Hello Katy Tour nel 2009. Greg Wells ha aiutato nella stesura della canzone e l'ha prodotta. Questi aveva già lavorato con Katy sul suo album di debutto, One of the Boys, pubblicato nel 2008. Katy la considera una canzone divisa in due, in quanto ha cominciato a lavorarci prima di incontrare Russell Brand e l'ha completata quando ha cominciato ad uscirci insieme. Ha inoltre detto che Not Like the Movies è per lei una canzone molto speciale perché nella prima parte di essa racconta una storia di cui ha sempre voluto parlare. La cantante ha successivamente detto di essere sollevata dal fatto di essere stata in grado di esprimere tutti i suoi sentimenti in Not Like the Movies.

## Descrizione
Not Like the Movies è una ballata teen pop della durata di quattro minuti e un secondo. La voce della cantante ricopre un'ottava, dal mi diesis al fa bemolle. Il tempo è moderato, di 100 battiti per minuto. Il testo di Not Like the Movies parla di una relazione nella quale una donna non si sente innamorata ed è ancora in attesa dell'uomo dei suoi sogni. Chris Ryan di MTV News ha interpretato la canzone dicendo che parla del fatto che essere innamorati non soddisfa i sogni della gente e che non sarà mai come "nelle magiche storie d'amore cinematografiche da grande schermo." Steve Leftiridge di PopMatters ha considerato la melodia del brano "tediosa". La sua melodia è stata confrontata con quella del singolo di Britney Spears Everytime e di My Immortal degli Evanescence. Durante il ritornello Katy Perry canta sulla resistenza di un amore "cinematografico e drammatico, con un lietissimo fine" e infine si chiede se è "una stupida", secondo l'interpretazione di Elysa Gardner di USA Today e di un critico anonimo del Portrait Magazine. Un critico del Portrait Magazine, considerando la canzone la meno frenetica di Teenage Dream, ha detto che si giustapponeva perfettamente alle altre tracce: "Prende tutta l'energia dal resto dell'album, tutti i cuori che battono forte e il travolgente sentimento d'amore, e riduce tutto a una canzone sulla ricerca dell'amore.".

## Accoglienza
Not Like the Movies ha ricevuto recensioni generalmente positive. Bill Lamb di About.com ha commentato che Not Like the Movies è "una canzone intesa che calma tutto, una ballata profonda". Chris Ryan di MTV ha detto che la canzone è "alquanto piacevole", ma ha aggiunto che il testo si riferiva ben poco al marito di Katy, Russell Brand. Elysa Gardner di USA Today ha definito Not Like the Movies "un'irresistibile, intensa ballata", consigliando ai lettori di acquistarla. Un critico anonimo del Portrait Magazine ha affermato che Not Like the Movies è il brano perfetto per chiudere Teenage Dream e che mette bene in mostra le abilità canore della cantante, avendo "un testo su cui lavorare invece di uno sul quale scherzare." La critica è stata conclusa con l'affermazione che è "un brano veramente piacevole." Infine Rob Sheffied di Rolling Stone ha commentato: "Quando Katy Perry dà di matto in una ballata come Not Like the Movies, singhiozzando sul pavimento sulla sua tragica vita privata, si trova nel tipico stato di una ragazza suburbana, che va fiera dei suoi crolli emotivi in stile hollywoodiano."
Anche se Not Like the Movies è stata pubblicata solo come singolo promozionale, è riuscito ad entrare nelle classifiche nordamericane grazie alle sole vendite digitali. L'11 agosto 2010 il singolo è entrato alla posizione numero 53 negli Stati Uniti, rimanendo in classifica per una sola settimana. Nella stessa settimana è entrato alla posizione numero 22 della classifica digitale statunitense, vendendo 57 000 copie. Il singolo ha inoltre raggiunto la posizione numero 41 in Canada.

## Esibizioni

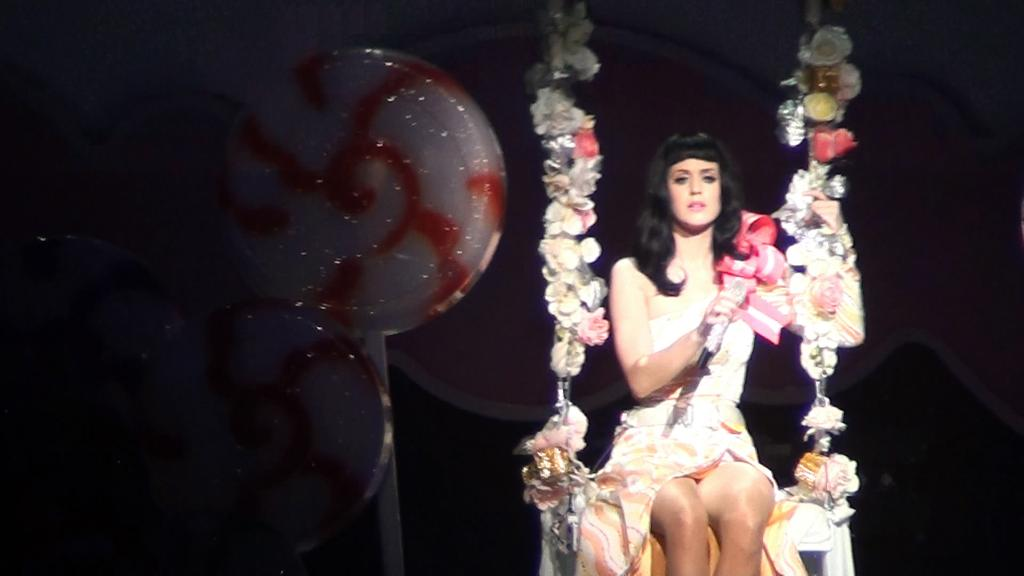
Katy Perry esibisce Not Like the Movies durante il suo California Dreams Tour nel 2011.

Katy Perry ha incluso la canzone nella scaletta del suo secondo tour, il California Dreams Tour. Durante le esibizioni della canzone, la cantante stava seduta su una pergola dondolante a forma di fiore che si sollevava fino a mostrare un abito da sposa che andava a coprire l'intero scenario. Allo stesso tempo, una macchina che produceva bolle di sapone veniva azionata, mentre sul megaschermo situato sullo sfondo del palco veniva mostrata una galleria fotografica di cartoni animati raffiguranti animali innamorati. Ed Masley di The Arizona Republic, che ha assistito a un concerto di Katy, ha definito "dolce" la performance di Not Like the Movies.
La canzone è stata inoltre esibita live alla cinquantatreesima edizione dei Grammy Award, che ha avuto luogo il 13 febbraio 2011. Indossando un abito lucente di color rosa chiaro, quasi da principessa, e del glitter, Katy Perry stava seduta su un'altalena che continuava ad allontanarsi in altezza dal palco mentre cantava il testo di Not Like the Movies. Durante la stessa esibizione, quando ha cantato i versi "when he's the one/I'll come undone," sulle tende posizionate dietro alla cantante è stato proiettato un video registrato durante le sue nozze con Russell Brand. Questa è stata la prima volta in assoluto che il filmato è stato mostrato. Il reporter Mawuse Ziegbe di MTV News ha definito la performance "un sincero tributo". Claire Suddath della rivista TIME ha detto che "l'esibizione in tema San Valentino e il video del matrimonio di Katy, nonché l'altalena, hanno fatto sembrare di essere a un servizio fotografico per una fotografia da liceo." Ha valutato la performance con una B+. Jon Bream di Star Tribune le ha dato come voto una B.

## Tracce
Download digitale
1. Not Like the Movies - 4:01

## Crediti
- Katy Perry – voce, compositrice
- Greg Wells – compositore, produttore, batteria, pianoforte, programmatore
- Lewis Tozour – recording
- Șerban Ghenea – mix audio
- John Hanes – mix audio
- Tim Roberts – aiutante

## Classifiche
| Classifica (2010) | Posizione massima |
| ----------------- | ----------------- |
| Canada            | 41                |
| Stati Uniti       | 53                |